# ولی لیک رنچس (کالیفرنیا)
ولی لیک رنچس، کالیفرنیا (به انگلیسی: Valley Lake Ranchos, California) یک منطقهٔ مسکونی در ایالات متحده آمریکا است که در شهرستان مادرا، کالیفرنیا واقع شده‌است.

## خصوصیات
ولی لیک رنچس ۱۰۱ متر بالاتر از سطح دریا واقع شده‌است.